# Tri-Angle
Tri-Angle là album phòng thu tiếng Hàn đầu tay của nhóm nhạc nam TVXQ, phát hành ngày 13 tháng 10 năm 2004 bởi SM Entertainment. Album đã bán được 242.450 bản và trở thành album thành công thứ tám của năm tại Hàn Quốc.
Đĩa đơn đầu tiên "Hug" bán được 169.532 bản trong năm 2004, đứng thứ 4 bảng xếp hạng tháng. Đến năm 2014, đĩa đã tẩu tán được 242.890 bản. Đĩa đơn thứ hai, "The Way U Are" khởi đầu khi đứng hạng thứ 2 và bán được 214.069 bản. Tính đến cuối năm thống kê bán được 300.226 bản.
Theo báo cáo của SM Entertaiment thì đến giữa tháng 7 năm 2012, album đã bán được hơn 310.000 bản chỉ tính riêng ở thị trường Hàn Quốc.

## Danh sách bài hát
| Phiên bản tại Hàn | Phiên bản tại Hàn                                      | Phiên bản tại Hàn |
| STT               | Nhan đề                                                | Thời lượng        |
| ----------------- | ------------------------------------------------------ | ----------------- |
| 1.                | "믿어요 (I Believe)"                                   | 4:51              |
| 2.                | "Thanks To"                                            | 4:22              |
| 3.                | "Tri-Angle (Extended version, feat. BoA and The Trax)" | 4:34              |
| 4.                | Chưa có tiêu đề                                        | 3:43              |
| 5.                | "Whatever They Say (A cappella)"                       | 3:48              |
| 6.                | "Million Men"                                          | 3:29              |
| 7.                | "지금처럼 (Like Now)"                                  | 4:21              |
| 8.                | "I Never Let Go"                                       | 4:18              |
| 9.                | "꼬마야 (Hey, Kid)"                                    | 3:39              |
| 10.               | "넌 언제나 (You Always)"                               | 3:46              |
| 11.               | "Hug"                                                  | 3:48              |
| 12.               | "My Little Princess"                                   | 3:51              |
| 13.               | "The Way U Are"                                        | 3:28              |
| 14.               | "Tri-Angle (TVXQ version)"                             | 4:05              |

| Phiên bản tại Nhật | Phiên bản tại Nhật                      | Phiên bản tại Nhật |
| STT                | Nhan đề                                 | Thời lượng         |
| ------------------ | --------------------------------------- | ------------------ |
| 15.                | "BONUS TRACK: HUG (International Ver.)" |                    |

| Phiên bản tại Đài Loan (CD1) | Phiên bản tại Đài Loan (CD1)                   | Phiên bản tại Đài Loan (CD1) |
| STT                          | Nhan đề                                        | Thời lượng                   |
| ---------------------------- | ---------------------------------------------- | ---------------------------- |
| 1.                           | "我相信 (I believe)"                           |                              |
| 2.                           | "Thanks to"                                    |                              |
| 3.                           | "TRI-ANGLE<加長版>"                            |                              |
| 4.                           | "可以做我的女朋友?"                            |                              |
| 5.                           | "Whatever they say <a cappella='' version=''>" |                              |
| 6.                           | "Million men"                                  |                              |
| 7.                           | "像現在一樣 "                                  |                              |
| 8.                           | "I never let go"                               |                              |
| 9.                           | "小鬼呀"                                       |                              |
| 10.                          | "妳，無論何時 My Girl"                         |                              |
| 11.                          | "HUG (擁抱)"                                   |                              |
| 12.                          | "My little princess(想跟妳説)"                 |                              |
| 13.                          | "The way U are (妳的樣子)"                     |                              |
| 14.                          | "TRI-ANGLE(東方神起 Version)"                  |                              |

| Phiên bản tại Đài Loan (CD2) | Phiên bản tại Đài Loan (CD2)                                    | Phiên bản tại Đài Loan (CD2) |
| STT                          | Nhan đề                                                         | Thời lượng                   |
| ---------------------------- | --------------------------------------------------------------- | ---------------------------- |
| 1.                           | "我相信 中文版"                                                 |                              |
| 2.                           | "TRI-ANGLE 三角-魔力 中文版 (東方神起 & BoA & The TRAX 加長版)" |                              |
| 3.                           | "My little princess (想跟妳説）中文版"                          |                              |
| 4.                           | "The way U are (妳的樣子) 中文版"                               |                              |
| 5.                           | "HUG (擁抱) 中文版"                                             |                              |
| 6.                           | "HUG (擁抱) MV"                                                 |                              |
| 7.                           | "My little princess (想跟妳説 A cappella 版) MV"                |                              |
| 8.                           | "The way U are 妳的樣子 MV"                                     |                              |
| 9.                           | "TRI-ANGLE 三角-魔力 MV"                                        |                              |
| 10.                          | "我相信 MV"                                                     |                              |

## Ngày phát hành
| Quốc gia  | Ngày                 | Thể loại    |
| --------- | -------------------- | ----------- |
| Hàn Quốc  | 13 tháng 10 năm 2004 | CD, cát-sét |
| Nhật Bản  | 25 tháng 11 năm 2004 | CD          |
| Nhật Bản  | 15 tháng 7 năm 2007  | Deluxe      |
| Hồng Kông | 14 tháng 7 năm 2006  | CD+VCD      |
| Thái Lan  | 5 tháng 12 năm 2005  | CD+VCD      |
| Đài Loan  | 31 tháng 5 năm 2007  | Deluxe      |